# Emmanuil Vainștein
Emmanuil Vainștein (altă variantă de nume Weinstein; în rusă Эммануил Вайнштейн; n. 1917, Basarabia, Imperiul Rus – d. 28 iulie 1966, Moscova, RSFS Rusă, URSS) a fost un evreu basarabean, fizician, chimist și doctor în științe chimice sovietic.

## Biografie
S-a născut în orașul Soroca din același ținut, gubernia Basarabia (Imperiul Rus). În 1930 a fost admis la filiala din Rostov a Institutului Industrial din Novocerkassk, apoi s-a transferat la Institutul Politehnic din Leningrad, pe la care l-a absolvit în 1938 cu licența în fizică experimentală.
În anii 1938-1939 a lucrat la Institutul de Tehnologie Chimică din Leningrad. Iar în 1939-1942 a fost student postuniversitar la laboratorul de biogeochimie al Academiei de Științe a URSS. În martie 1942, la Universitatea de Stat din Kazan, și-a susținut teza de doctorat cu titlul „Studiul spectroscopic cu raze X al îndoirii unor cristale”; ulterior, a fost angajat drept șef al laboratorului spectral de raze X.
În 1946 devine membru al proiectului atomic sovietic. În 1954-1960 a fost șeful laboratorului de metode spectrale de analiză pe care l-a creat. În 1959 și-a susținut disertația de doctorat pe tema „Cercetări în domeniul analizei spectrale cu raze X”.
În 1960 s-a transferat la Novosibirsk la Institutul de Chimie Anorganică al Filialei Siberiene a Academiei de Științe a URSS, unde a creat același laborator, a participat activ la crearea Centrului Științific al Academiei de Științe din Novosibirsk.
În 1964 s-a întors la Moscova la Institutul de Geochimie și Chimie analitică, unde a lucrat până la moartea sa în 1966.
Lucrări științifice majore au inclus domeniul metodelor spectrale și de raze X pentru studiul mediilor condensate și dezvoltarea teoriei legăturii chimice în chimia cristalelor, geochimia și chimia elementelor rare. A condus lucrările pentru îmbunătățirea și crearea de noi echipamente spectrale cu raze X. Este autor a aproximativ 250 de lucrări științifice, inclusiv 4 monografii.
Pentru participarea la proiectul atomic, i s-au acordat două ordine Drapelul Roșu al Muncii (1951, 1953) și Ordinul Insigna de Onoare (1954).
A fost laureat al Premiului prezidiului Academiei de Științe a URSS în 1955 „pentru implementarea cu succes a activității de cercetare și crearea de noi echipamente (spectrografii cu raze X), precum și introducerea cu succes a realizărilor științifice în industrie”.
S-a sinucis la 28 iulie 1966.